# 圣艾蒂安德克罗塞
圣艾蒂安德克罗塞（法語：Saint-Étienne-de-Crossey，法語發音：[sɛ̃.t‿etjɛn də kʁɔsɛ]）是法国伊泽尔省的一个市镇，位于该省中部，属于格勒诺布尔区。

## 地理
圣艾蒂安德克罗塞（45°22'45"N, 5°38'44"E）面积12.84 平方千米，位于法国奥弗涅-罗讷-阿尔卑斯大区伊泽尔省，该省份为法国东南部内陆省份，北起顺时针与安省、萨瓦省、上阿尔卑斯省、德龙省、阿尔代什省、卢瓦尔省和罗讷省。
与圣艾蒂安德克罗塞接壤的市镇（或旧市镇、城区）包括：圣尼古拉德马什兰、瓦龙、库布勒维、圣奥普尔、滨河圣约瑟夫、拉叙尔昂沙特勒斯。

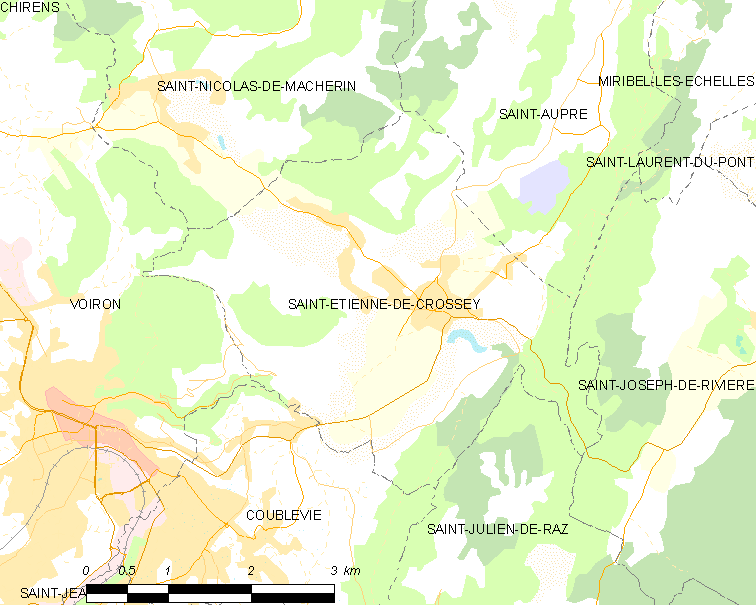
圣艾蒂安德克罗塞的OSM定位图

圣艾蒂安德克罗塞的时区为UTC+01:00、UTC+02:00（夏令时）。

## 行政
圣艾蒂安德克罗塞的邮政编码为38960，INSEE市镇编码为38383。

## 政治
圣艾蒂安德克罗塞所属的省级选区为瓦龙县。

## 人口

1962-2008年间圣艾蒂安德克罗塞人口变化图示

圣艾蒂安德克罗塞于2022年1月1日时的人口数量为2603人。